# Dolovo, Tutin
Dolovo (izvirno srbsko Долово) je naselje v Srbiji, ki upravno spada pod Občino Tutin; slednja pa je del Raškega upravnega okraja.

## Demografija
V naselju živi 277 polnoletnih prebivalcev, pri čemer je njihova povprečna starost 29,1 let (29,5 pri moških in 28,7 pri ženskah). Naselje ima 90 gospodinjstev, pri čemer je povprečno število članov na gospodinjstvo 5,17.
|  |

| Demografija | Demografija     | Demografija     |
| Leto        | Št. prebivalcev | Št. prebivalcev |
| ----------- | --------------- | --------------- |
|             |                 |                 |
|             |                 |                 |
|             |                 |                 |
|             |                 |                 |
| 1948        | 631             |                 |
| 1953        | 708             |                 |
| 1961        | 783             |                 |
| 1971        | 725             |                 |
| 1981        | 713             |                 |
| 1991        | 614             | 614             |
| 2002        | 530             | 465             |
|             |                 |                 |

| Etnična sestava po popisu iz leta 2002 | Etnična sestava po popisu iz leta 2002 | Etnična sestava po popisu iz leta 2002 | Etnična sestava po popisu iz leta 2002 | Etnična sestava po popisu iz leta 2002 |
| -------------------------------------- | -------------------------------------- | -------------------------------------- | -------------------------------------- | -------------------------------------- |
| Bošnjaki                               | Bošnjaki                               |                                        | 448                                    | 96,34%                                 |
| Muslimani                              | Muslimani                              |                                        | 16                                     | 3,44%                                  |
| Neznano                                | Neznano                                |                                        | 1                                      | 0,21%                                  |